# Henry Campbell-Bannerman
Pour les articles homonymes, voir Campbell et Bannerman.
Henry Campbell-Bannerman, né le 7 septembre 1836 à Glasgow et mort le 22 avril 1908 à Westminster en Londres, est un homme d'État britannique. Chef du Parti libéral de 1899 à 1908, il fut Premier ministre sous Édouard VII du 5 décembre 1905 au 3 avril 1908. Auparavant, il fut de nombreuses fois ministre, notamment secrétaire du Trésor à la Guerre dans plusieurs gouvernements de Gladstone (1871-1874 ; 1880-1882), secrétaire parlementaire et ministériel à l'amirauté dans ce même cabinet (1882-1884), secrétaire en chef des Affaires irlandaises (1884), puis, enfin, secrétaire d'Etat à la guerre (cabinet Gladstone, 1886 et 1892-1894 ; cabinet Rosebury, 1894-1895).
Aucun précédent First Lord of the Treasury n'avait été officiellement appelé « Premier ministre » avant lui, usage qui devient officiel cinq jours après son entrée en fonction. Il cumula ce titre avec celui de Father of the House (cas unique). Il fut également le seul Premier ministre à mourir au 10 Downing Street, dix-neuf jours après sa démission pour cause de santé.
Surnommé « CB », il était un partisan du libre échange, de l'autonomie irlandaise (Home Rule) et de progrès sociaux. On a pu dire de lui qu'il était le « premier et seul Premier ministre britannique radical ». Après la défaite aux élections générales de 1900, Campbell-Bannerman avait pris la tête du Parti libéral qu'il parvint à faire gagner en 1906, dans un véritable raz de marée électoral contre les conservateurs : ce fut la dernière fois que les libéraux eurent la majorité à la Chambre des communes. Son gouvernement promulgua plusieurs réformes sociales d'envergure et consolida la Triple Entente, tandis que diverses réformes étaient faites dans l'Empire britannique.

## Famille et débuts
Né le 7 septembre 1836 à Kelvinside House à Glasgow, Henry Campbell est le second et plus jeune fils des six enfants de Sir James Campbell (1790–1876) et de Janet Bannerman (1799–1873). Presbytérien, son père avait fondé, très jeune (en 1817), une affaire de draps en gros et détail à Glasgow, la J.& W. Campbell & Co. . Conseiller municipal de Glasgow (1831) en tant que conservateur, James Campbell fut candidat pour Glasgow aux élections générales de 1837 et de 1841. Il devint lord prévôt de Glasgow entre 1840 et 1843.
Son fils, le jeune Henry Campbell, fit ses études à la High School (1845–1847), et à l'université de Glasgow (1851), puis obtint un diplôme au Trinity College de Cambridge (1854–1858). Il revint ensuite travailler dans la maison familiale, la J.& W. Campbell & Co., rue Ingram à Glasgow, où il fut associé en 1860, l'année de son mariage avec Sarah Charlotte Bruce, et de leur emménagement au 6 Claremont Gardens. Le couple n'eut pas d'enfants. En 1871, Henry Campbell ajouta Bannerman à son nom, pour suivre la dernière volonté de son oncle maternel, Henry Bannerman, dont il avait hérité des biens à Hunton Court (Kent).
Henry Campbell-Bannerman parlait couramment français, allemand et italien et chaque été il passait deux mois en Europe avec son épouse(principalement en France et dans la station thermale de Marienbad en Bohème).
Son frère aîné, James, fut, comme leur père, conservateur, élu membre du parlement pour la circonscription des Universités-de-Glasgow-et-Aberdeen (en) de 1880 à 1906, et s'opposait à la plupart des choix politiques de son jeune frère. Il renonça à son mandat lors de l'élection qui conduisit son frère au pouvoir.

## Mandat parlementaire et portefeuilles ministériels
En avril 1868, à trente et un ans, Campbell-Bannerman se présenta pour le Parti libéral lors d'une élection partielle dans la circonscription de Stirling Burghs, perdant de peu contre John Ramsay, un rival interne du parti. Toutefois, lors de l'élection générale qui suivit la même année, en novembre, Campbell-Bannerman l'emporta sur Ramsay et fut élu à la Chambre des communes. Il resta l'élu de cette circonscription libérale presque quarante ans.
Campbell-Bannerman fut rapidement promu secrétaire d'État (secrétaire du Trésor à la guerre) dans le gouvernement de Gladstone en novembre 1871, restant à ce poste jusqu'en 1874. Il retrouva ce même poste de 1880 à 1882 dans le second gouvernement Gladstone, et après avoir eu le poste de secrétaire parlementaire et ministériel à l'amirauté entre 1882 et 1884, Campbell-Bannerman fut promu au ministère comme secrétaire en chef des Affaires irlandaises en 1884.
Dans le troisième et le quatrième gouvernement Gladstone en 1886 et de 1892 à 1894, comme dans le gouvernement Rosebery de 1894 à 1895, il devint secrétaire d'État à la Guerre. À ce poste, il sut persuader le duc de Cambridge, cousin de la reine Victoria de rendre son commandement en chef de l'armée britannique à un militaire. Cela lui valut un anoblissement, avec le titre de chevalier.

## Chef du Parti libéral

### La guerre des Boers
Le 6 février 1899 Campbell-Bannerman succéda à William Vernon Harcourt à la tête des libéraux de la Chambre des communes et devint chef de l'opposition. Sa tâche fut toutefois singulièrement compliquée par l'éclatement du parti dû à la seconde guerre des Boers (1899), durant laquelle libéraux se scindèrent entre pro-Boer et impérialistes. Ces divisions facilitèrent la défaite du parti aux élections générales de 1900.

### L'unité retrouvée du parti libéral et la polémique sur le libre-échange
Après la guerre, du reste, les libéraux retrouvèrent progressivement une unité dans leur opposition à l'Education Act de 1902 et à la politique tarifaire pour le sucre du gouvernement conservateur d'Arthur Balfour : celui-ci voulait protéger le sucre colonial du sucre industriel [Quoi ?]  et avait signé une « convention du sucre » à Bruxelles (1902), qui liait la Grande-Bretagne et neuf autres pays afin de stabiliser les prix du sucre par un retour progressif au protectionnisme .
Dans son discours du 28 novembre 1902, Campbell-Bannerman, fidèle à la doctrine du libre échange, dénonça la convention comme portant atteinte à la souveraineté britannique : « Cela signifie que nous abandonnons notre indépendance fiscale, en même temps que notre voie du libre échange ; que nous nous réduisons à n'être qu'un dixième de ce Vehmgericht qui nous imposera par directive le taux, à tant de pour cent, des droits sur le sucre (…) et une fois ce nouvel ordre des choses établi, c'est le chancelier de l'échiquier britannique, en sa robe, qui obéit aux ordres reçus d'une convention étrangère, dans laquelle le Britannique n'est qu'un parmi dix, et la Chambre des communes, humblement, se soumet à l'ensemble de la transaction. (exclamations : « Honteux »)  Sir, de toutes les plus folles constructions jamais envisagées pour lier un pays libre, celle-ci est sûrement la plus folle ! »
D'ailleurs, ce fut le caractère protectionniste de la réforme des droits de douane proposée par Joseph Chamberlain en mai 1903 qui permit aux libéraux de faire une campagne fédératrice autour d'un thème aux consonances nationales. De 1903 aux élections générales de 1906, cette proposition de Chamberlain domina le débat politique. Campbell-Bannerman, comme les autres libéraux, avait une confiance inébranlable dans le libre échange. Il déclara ainsi : « …que contester le libre échange, après cinquante ans de son fonctionnement éprouvé, c'est la même chose que de contester la loi de la gravitation. »
Il ajoute ailleurs : « Nous sommes positivement convaincus que c'est la juste solution parce que c'est celle qui donne rôle le plus libre à l'énergie et à l'initiative individuelle, au caractère, et la plus large liberté à la fois au producteur et au consommateur. On ampute le commerce quand on ne l'autorise pas à suivre son cours naturel, et quand il est empêché ou détourné par quelque artifice… Nous croyons au libre échange parce que nous croyons à la capacité de nos agriculteurs. Voilà finalement pourquoi je m'oppose aux racines et aux branches du protectionnisme, ostensible ou induit, unilatéral ou réciproque. Je m'y oppose quelle qu'en soit la forme. Pour nous, il y a l'expérience de cinquante ans de libre échange, durant lesquels notre prospérité a été enviée par le monde entier. »

### L'élection de 1903 et l'accord électoral avec le Labour
En 1903, le chief whip historique libéral Herbert Gladstone, le fils de l'inamovible Premier ministre William Gladstone, négocia un accord électoral avec Ramsay MacDonald, le chef des travaillistes, en vue d'effectuer des désistements réciproques. La stratégie, connue sous le nom de Lib-Lab pacte (en) et alors inédite, permit d'écarter les conservateurs. Campbell-Bannerman s'entendit fort bien avec les dirigeants du Labour (parti travailliste), et déclara en 1903 : « Nous avons de vrais liens de sympathie avec les travaillistes. Pour nous, il n'y en a pas suffisamment à la Chambre des communes. » Malgré cette déclaration et ses sympathies avec bien des aspects du mouvement travailliste, il ne peut être classé comme socialiste. Un de ses biographes[évasif] a écrit « qu'il était profondément et authentiquement concerné par la situation critique des pauvres et qu'il avait très aisément adopté la rhétorique de progressisme, mais qu'il n'était pas, lui-même, un progressiste. »

## Premier ministre
Les libéraux retrouvèrent de manière inattendue le pouvoir en décembre 1905 quand Arthur Balfour présenta la démission de son cabinet, suggérant au roi Édouard VII de proposer à Campbell-Bannerman de former un gouvernement minoritaire. Il devint le premier Premier ministre du Parti libéral du XXe siècle.
Balfour avait espéré que Campbell-Bannerman ne puisse pas former un gouvernement fort, l'obligeant à procéder à une élection nationale qu'il ne pourrait, croyait-il, gagner. Campbell-Bannerman dut aussi faire face à des contestations internes. Par le Relugas Compact (« pacte de Relugas ») entre Herbert Henry Asquith, Sir Edward Grey et Richard Haldane, ceux-ci, membres importants du parti libéral, projetèrent de le forcer à rejoindre la Chambre des pairs, affaiblissant sa position de Premier ministre et ainsi permettre à Asquith de devenir le leader de la Chambre des communes. Campbell-Bannerman mit fin à ces manœuvres en dissolvant, d'une part, les Communes et en appelant les électeurs aux urnes, et d'autre part en offrant les postes de chancelier de l'Échiquier, de secrétaire d'État des Affaires étrangères et de secrétaire d'État à la Guerre à, respectivement, Asquith, Grey et Haldane - ce qu'ils acceptèrent. Dans son premier discours en tant que Premier ministre, le 22 décembre 1905, Campbell-Bannerman lança la campagne électorale du parti libéral, en rappelant la plateforme traditionnelle du parti: « paix, retranchement et réforme ». Slogan de la fin du XIXe siècle, ce triptyque signifiait l'opposition au colonialisme et au militarisme du parti ; son refus des taxes et impôts ; et sa volonté de réformer le système électoral de façon que tous, quelle que soit leur classe sociale, puisse accéder aux plus hautes fonctions.
Aidé par l'accord de désistement électoral entre libéraux et travaillistes et les divisions du Parti conservateur sur le libre-échange, la coalition libérale remporta une victoire écrasante, obtenant 216 sièges. Les conservateurs perdaient la moitié de leurs sièges, et A. Balfour, désormais chef de l'opposition, perdit même son siège de Manchester East au profit des libéraux. Campbell-Bannerman a été le dernier libéral à conduire une majorité absolue de son parti à la Chambre des communes. Avec une majorité de 125 députés libéraux, Campbell-Bannerman put à nouveau retourner à Downing Street, sûr de sa position de Premier ministre. La défaite des « conspirateurs » de Relugas fut décrite comme « l'une des comédies les plus délicieuses de l'histoire de la politique britannique »
Tandis que dans le passé il n'était pas utilisé formellement, Campbell-Bannerman fut le premier premier lord du Trésor à être officiellement appelé « Premier ministre », tradition qui perdure aujourd'hui. En 1907, en l'honneur d'être le doyen des députés (il était celui qui avait rempli cette fonction, de façon continue, la plus longtemps), il devint doyen de la Chambre (Father of the House) : à ce jour, c'est le seul Premier ministre britannique en exercice à avoir obtenu ce titre.

### Relations internationales
La mesure-phare du cabinet Campbell-Bannerman est sans doute constituée par l'entente anglo-russe signée en 1907, qui consolide en Triple-Entente l'entente cordiale signée avec la France quelques mois avant son accession au pouvoir (avril 1904). Campbell alla plutôt loin dans cette direction, puisque, au fait des affaires militaires en raison de sa longue expérience ministérielle, son ministre aux Affaires étrangères, Edward Grey, partit négocier, dès sa nomination, l'envoi d'une force expéditionnaire britannique sur le territoire français en cas d'attaque allemande. Ces négociations demeurèrent un secret partagé uniquement par Grey et Campbell .
Par ailleurs, à l'occasion de la Conférence impériale de 1907, qu'il présidait, et durant laquelle le statut de dominion fut entériné, Henry Campbell-Bannerman constitua une commission d'universitaires internationaux pour réfléchir à l'avenir de l'Empire. Seuls des extraits du rapport furent publiés. Celui-ci suggérait, entre autres, de diviser le monde arabe en de nombreux États et d'installer en leur sein, en Palestine, une colonie qui soit hostile aux intérêts arabes et participe de leur division permanente . Enfin, il posa les bases de l'union d'Afrique du Sud en accordant aux républiques boers le droit au self-government.

### Réformes domestiques
Quoique l'élection de 1906 n'avait pas mis sur le devant de la scène la question sociale, et que lui-même était timide sur ce domaine, le cabinet Campbell-Bannerman, ainsi que son successeur, Asquith, engagea des réformes importantes sur ce terrain, quoique jugées insuffisantes par nombre d'autres libéraux, dont Richard Haldane (qui passa d'ailleurs au Labour). Une certaine évolution du parti vers un libéralisme progressif se fit alors sentir sous son gouvernement .
Ainsi, son cabinet autorisa les repas gratuits dans les écoles, promulgua le Trade Disputes Act 1906 (en), une loi décisive (abrogée en 1971) qui accordait l'immunité aux syndicats pour tout dommage matériel causé lors d'une grève, ainsi que la loi de 1906 sur l'indemnisation des accidents du travail établissant un barème pour les accidents du travail ou encore le Probation of Offenders Act 1907 (en) autorisant le juge à abandonner les poursuites lorsqu'il considérait que cela favoriserait la réhabilitation sociale. Une Charte pour les enfants, qui visait à lutter contre la négligence et qui constitue sans doute l'une des premières mesures contre la maltraitance infantile, fut aussi passée, tandis qu'on interdisait la vente d'alcool, de tabac et de feux d'artifice aux mineurs. C'est toutefois son successeur, Asquith, qui alla le plus loin dans cette direction réformatrice. On peut ainsi considérer cette période comme les jalons fondateurs de la mise en place du welfare state britannique
.

## Retrait et mort
Peu de temps après être devenu le Father of the House en 1907, l'état de Campbell-Bannerman empira. Après une séquence de crises cardiaques, la plus grave en novembre 1907, il commença à craindre qu'il ne pourrait arriver au terme de son mandat. Il démissionna de son poste de Premier ministre le 3 avril 1908 et fut remplacé par son chancelier de l'Échiquier, Herbert Henry Asquith. Campbell-Bannerman restait député et chef du Parti libéral. Il continua à habiter au 10 Downing Street immédiatement après sa démission, se proposant à faire d'autres arrangements à l'avenir. Sa santé commença à décliner à un rythme plus rapide qu'avant, et il mourut dix-neuf jours après sa démission, le 22 avril 1908. Ces derniers mots furent : « This is not the end of me » (Ce n'est pas la fin de moi).
Il reste à ce jour le seul ex-Premier ministre britannique à mourir au 10 Downing Street. Campbell-Bannerman fut enterré dans l'église de Meigle, dans le Perthshire en Écosse, proche du château de Belmont, sa maison depuis 1887.